# Escolas Públicas de New Bedford
Escolas Públicas de New Bedford (New Bedford Public Schools, NBPS) é um distrito escolar de Massachusetts. Têm a sua sede no edificio Paul Rodrigues Administration Building em New Bedford.  O conselho escolar abrange o distrito de New Bedford com um presidente, um vice-presidente, e quatro membros.